# Åge Hareide
Åge Fridtjof Hareide, född 23 september 1953 i Hareid i Møre og Romsdal, är en norsk fotbollstränare och före detta fotbollsspelare. Han är sedan 2023 förbundskapten för Island.
Hareide tränade Helsingborgs IF då klubben vann Allsvenskan 1999. Han var 2004–2008 förbundskapten för Norges herrlandslag i fotboll. Hareide var huvudtränare  för Malmö FF under en framgångsrik period då klubben bland annat vann Allsvenskan 2014 och deltog i Champions League gruppspelet 2 år i rad, 2014 och 2015. Den 10 december 2015 presenterades han som ny huvudtränare för Danska landslaget efter att Morten Olsen avgått från posten tidigare under 2015 efter att man hade missat EM 2016 i Frankrike.
Hareide är utbildad revisor.
År 2021 utmärkte sig Åge Hareide som motståndare till att Pride och andra rörelser får utrymme inom idrotten, då han anser det vara fel forum för politik.

## Spelarkarriär
Hareide debuterade som 9-åring i Ulsteinviks pojklag borta mot Skarbövik 1962 och hämtades till Hödd som pojk- och juniorspelare 1969 där han debuterade i A-laget redan samma år.
Hareide värvades 1976 till Molde FK och gjorde det året också debut i landslaget (match mot Danmark). Totalt blev det 50 A-landskamper mellan 1976 och 1986 och 6 mål. 1981–1984 spelade han i engelska ligan; först en säsong i Manchester City FC och sedan två säsonger i Norwich City FC. Han flyttade efter det hem till Norge och avslutade spelarkarriären i Molde.

## Tränarkarriär
Som spelande tränare i Molde FK 1985–1987 avslutade Åge en framgångsrik karriär som spelare och påbörjade samtidigt en ny. Efter 1987 verkade han enbart som tränare för klubben. Hans första stora titel kom dock först under hans andra period i Molde (1993–1997), ett cupguld 1994 efter seger mot FK Lyn i finalen.
1998 tog karriären Åge till Sverige och Helsingborgs IF dit han handplockats för att försöka ta hem klubbens första SM-guld på över 30 år. Han var nära att lyckas redan första året, men efter en snöplig förlust mot BK Häcken på Gamla Ullevi (1–2) gick guldet istället till AIK som lyckats besegra Örgryte med matchens enda mål.
Året därpå, 1999, var det dock inget som kunde stoppa skåningarna med två norrmän i spetsen. Hareide hade nämligen tagit med sig sin landsman Arild Stavrum till klubben. Redan 1998 vann Stavrum skytteligan (18 mål) och 1999 var han också då klubbens bäste målskytt och bidrog till att Helsingborg nu kunde fira ett efterlängtat guld hemma på Olympia.
Hareide lämnade HIF för att bli huvudtränare för danska Brøndby IF. 2002 ledde han laget till serieseger. Efter avslutat uppdrag i grannländerna drog sig Åge åter hemåt. Nu till mästarklubben Rosenborg BK. Under hans enda år där (2003) ledde han klubben till både serie- och cupguld.
Norges landslag ryckte så i Hareide. En ny förbundskapten skulle utses efter Nils Johan Semb. Åge tackade först "ja", men sedan "nej" då han fortfarande stod under kontrakt med Rosenborg. En infekterad strid bröt ut mellan förbundet och klubben. Efter en hel del turbulens och hårda ord stod det dock klart att Åge var den förbundet ville ha och de fick som de ville.
2004–2008 var Hareide anställd som norsk förbundskapten. Hans sista år var ett av norsk landslagsfotbolls sämsta någonsin. Laget vann inte en enda landskamp - något som inte hänt sedan 1978.
I juni 2009 blev Åge erbjuden jobbet som tränare för allsvenska tabelljumbon Örgryte IS, vilket gav en klar förbättring av lagets spel och resultat. Hareide lyckades dock inte att rädda ÖIS från nedflyttning.
Sedan Örgryte åkt ur Allsvenskan såg det länge ut som att Hareide skulle skriva på som ny tränare för Helsingborgs IF. Båda parter påstod att en överenskommelse var nära, men till slut tackade Hareide ändå nej.
Den första december 2009 skrev Hareide på för norska klubben Viking FK.
Den 14 juni 2012 stod det klart att Åge åter igen skulle träna Helsingborgs IF. Han skrev på för ett halvårskontrakt sedan Conny Karlsson sagt upp sig efter en konflikt med klubben.
Den 9 januari 2014 skrev Åge på för regerande mästarna Malmö FF - Detta blir den största utmaningen i min tränarkarriär, säger Åge Hareide. Det känns fantastiskt att få träna ett så talangfullt lag som MFF, som också har en så fin tradition och historia. Jag ser verkligen fram emot den här uppgiften!
Under 2014 ledde Åge mästarna Malmö FF till ännu en ligaseger och SM-guld. Detta innebar att Malmö FF var första svenska klubb att försvara sitt guld sedan Djurgårdens IF gjorde detsamma 2003. Åge lyckades även ta Malmö FF hela vägen till gruppspel i Champions League vilket inget annat svenskt lag lyckats med sedan 2000. Efter guldet förkunnade Åge att han ämnade stanna kvar i föreningen även under nästa säsong. Han gjorde så, och lyckades under 2015 ta Malmö FF till Champions Leagues gruppspel för andra året i följd – efter kvalsegrar mot både det stjärnspäckade Red Bull Salzburg och anrika Celtic FC.
Den 6 september 2022 stod det klart att Hareide återvänder till Malmö FF och tar över rollen som huvudtränare från sportchefen Andreas Georgson.